# Parafia św. Moniki i św. Rozalii w Chicago
Parafia św. Moniki i św. Rozalii w Chicago (ang. St. Monica and St Rosalie Parish) – parafia rzymskokatolicka położona w Chicago w stanie Illinois w Stanach Zjednoczonych.
Jest ona wieloetniczną parafią w północnej dzielnicy Chicago, z mszą św. w j. polskim dla polskich imigrantów.
Parafia została poświęcona św. Monice i św. Rozalii. 

## Szkoły
- St. Monica Academy